# Kath Soucie
Katherine Elaine "Kath" Soucie (nascida em 20 de fevereiro de 1967 em Cleveland) é uma dubladora estado-unidense.
Ela é a voz original do Ray Ray em The Life and Times of Juniper Lee, Amanda Evert em Tomb Raider: Legend e Tomb Raider: Underworld, Blake Gripling em As Told by Ginger, Lindinha em What-A-Cartoon, Miriam Pataki em Hey Arnold!, Cangu em (Winnie The Pooh), Lola em Space Jam, Maryann Smith e Julie Smith em The Powerpuff Girls, Phil DeVille, Lil DeVille e Betty DeVille em Rugrats, Margarida em Mike, Lu & Og, Princesa Sally Acorn em Sonic SatAM, Mãe de Dexter em Dexter's Laboratory, Sally e Shock em The Nightmare Before Christmas: Oogie's Revenge e Danni Dingo jovem em Crash Bandicoot 2: Cortex Strikes Back